# 赶苗拓业
赶苗拓业，即在武陵山区和云贵高原东部，剿杀、驱赶苗人（对中国西南少数民族的泛称，不等同于苗族）等原住民，由屯住的官兵、土司、移民开拓家业。东人达认为赶苗拓业“不见于封建正史之中，却大量存在于武陵山及周边民族地区的方志、碑刻、族谱与民间口传史料里”，认为赶苗拓业首倡于朱元璋，并延续到清朝。龚义龙、王希辉《武陵山区历史移民与民族关系研究》在列举了一些关于赶苗拓业的记载后说：“‘赶苗拓业’是否真有其事，仍需要考证。”又认为赶苗拓业之后，汉人大量迁入，武陵山区的的人口来源，乃是土著居民叠加后至居民。